# Yasushi Yoshida
Yasushi Yoshida (吉田 靖?, Yoshida Yasushi; Tokyo, 9 agosto 1960) è un allenatore di calcio ed ex calciatore giapponese, di ruolo attaccante.

## Carriera

### Calciatore
Educato e cresciuto calcisticamente nella Kokugakuin Kugayama, si laurea all'università di Waseda, ove milita anche nella sezione calcistica. Successivamente entrerà nella divisione motori Mitsubishi, giocando nella sezione calcistica del circolo sportivo aziendale, disputando 146 gare e segnando 26 reti fino al 1992, anno del suo ritiro dal calcio giocato.

### Allenatore
Subito dopo il ritiro, iniziò la carriera di allenatore come assistente nelle selezioni giovanili del Giappone. Nel 1999 siede sulla panchina dell'Urawa Red Diamonds, guidandolo nella Coppa dell'Imperatore.
Nel 2006 diviene allenatore della selezione under-20 nipponica, incarico che ricoprirà sino all'anno seguente. Nel 2011 ricopre l'incarico della selezione under-18 e l'anno seguente per quella under-19.
Nel 2013 diviene allenatore del Roasso Kumamoto. Negli anni seguenti ha allenato nel calcio femminile e poi nelle giovanili del Urawa Reds. Tra il 2021 ed il 2022 ha allenato in Thailandia il Samut Prakan.